# Toivo Pekkanen
Toivo Pekkanen (né le 10 septembre 1902 à Kotka – mort le 30 mai 1957 à Copenhague) est un écrivain finlandais.

## Biographie
Écrivain de la classe ouvrière sans grande éducation formelle, il est connu pour avoir été le premier membre de la classe ouvrière à vivre de l'écriture. Le prix Pekkas a été créé en son honneur.
L'œuvre majeure de Pekkanen, Tehtaan varjossa (1932, dans L'ombre de l'usine), décrit avec réalisme mais sans passion les conditions de vie de la classe ouvrière. Le héros, Samuel Oino, s'éduque pour obtenir une vie meilleure, tout comme Pekkanen lui-même. Son deuxième livre bien connu est l'autobiographique Lapsuuteni (1953, Mon enfance), qui raconte les années pauvres de son enfance. La guerre civile finlandaise y est vue du côté des rouges, mais sans amertume.
Pekkanen se trouvait à Copenhague, au Danemark, pour améliorer sa santé, lorsqu'il est décédé d'une hémorragie cérébrale.

## Ouvrages
Les écrits de Toivo Pekkanen sont:

### Romans et nouvelles
- Rautaiset kädet: kertomuksia. WSOY, 1927.
- Satama ja meri: novelleja. WSOY, 1929.
- Kuolemattomat: novelleja. WSOY, 1931.
- Tehtaan varjossa: romaani. WSOY, 1932.
- Kauppiaiden lapset: romaani. WSOY, 1934.
- Ihmisten kevät: novelli. WSOY, 1935.
- Isänmaan ranta:romaani. WSOY, 1937.
- Levottomuus: novelleja. WSOY, 1938.
- Maantie meillä ja muualla. Suomalainen Shell, 1939.
- Musta hurmio: romaani. WSOY, 1939.
- Ne menneet vuodet: romaani. WSOY, 1940.
- Ajan kasvot: muistoja ja tunnelmia sotavuosilta. WSOY, 1942.
- Tie Eedeniin: romaani. WSOY, 1942.
- Hämärtyvä horisontti: romaani. WSOY, 1944.
- Elämän ja kuoleman pidot: novelleja. WSOY, 1945.
- Nuorin veli. WSOY, 1946.
- Jumalan myllyt: romaani. WSOY, 1946.
- Aamuhämärä: romaani. WSOY, 1948.
- Toverukset: romaani. WSOY, 1948.
- Mies ja punapartaiset herrat: kuusi kertomusta Miehen vaiheista. WSOY, 1950.
- Täyttyneiden toiveiden maa. WSOY, 1951.
- Kotkan muistoja / julkaisutoimikunta: Toivo Okkola, Toivo Pekkanen ja Vilho Mäkelä. Helsingin kotkalaiset, 1952.
- Voittajat ja voitetut. WSOY, 1952.
- Lapsuuteni. WSOY, 1953.
- Valikoima novelleja ja otteita romaaneista. WSOY, 1954.
- Totuuden ja kirkkauden tiellä: mietekirjan lehtiä. WSOY, 1957.
- Toivo Pekkasen ajatuksia: hänen teoksistaan poiminut Antero Pekkanen, esipuheen kirj. K. Kare. WSOY, 1962.
- Demoni: pienoisromaani. WSOY, 1982.
- Inkerin romaani. WSOY, 2002.

### Pièces de theatre
- Sisarukset: nelinäytöksinen näytelmä. WSOY, 1933.
- Takaisin Australiaan: pessimistinen komedia pulavuosilta. WSOY, 1936.
- Ukkosen tuomio: yksinäytöksinen kaksikuvaelmainen näytelmä. WSOY, 1937
- Raja merellä: yksinäytöksinen näytelmä. WSOY, 1942.
- Vihollislentäjä: radiokuunnelma. Yleisradio, 1942.
- Täyttyneiden toiveiden maa: draama.
- Kotka-eepos.

### Poésie
- Lähtö matkalle: runoja. WSOY, 1955.
- Kaksi runoelmaa julkaisussa Teokset. Muistopainos, 3-7. WSOY, 1958.

## Prix
- Médaille Pro Finlandia, 1948
- Prix national de littérature , 1930
- Prix Aleksis-Kivi, 1945
- Prix de la littérature de l'État finlandais, 1929, 1932, 1934, 1935, 1937, 1939–1940, 1950, 1952,1953
- Prix de la Société de littérature finnoise, 1930, 1933, 1954